# Gnaw Their Tongues
Gnaw Their Tongues — экспериментальный музыкальный проект, основанный голландским мультиинструменталистом и композитором Маурисом де Йонгом, известным под псевдонимом Mories. Основан в 2004 году. В 2006 году вышел дебютный альбом под названием Spit at Me and Wreak Havoc on My Flesh. Материал Gnaw Their Tongues обширен, под этим названием выпущено более семидесяти релизов. Название проекта взято из отрывка 16:10-11 из Книги Откровения: «Пятый Ангел вылил чашу свою на престол зверя: и сделалось царство его мрачно, и они кусали языки свои от страдания, и хулили Бога небесного от страданий своих и язв своих; и не раскаялись в делах своих» (англ. The fifth angel, who poured out his vial upon the seat of the beast; and his kingdom was full of darkness; and they gnawed their tongues for pain, And blasphemed the God of heaven because of their pains and their sores, and repented not of their deeds).

## История
Маурис «Mories» де Йонг основал группу Gnaw Their Tongues, первоначально названную Dimlit Hate Cellar, в 2004 году. Ранее де Йонг занимался музыкой с 1988 года и сочинял музыку под несколькими псевдонимами с начала 90-х. Дебютный полноформатный альбом Gnaw Their Tongues под названием Spit at Me and Wreak Havoc on My Flesh был выпущен независимо в январе 2006 года. Альбом состоял из семи продолжительных дроун-композиций, вдохновлённых блэк-металом и использующих сэмплирование. Сразу же де Йонг начал выпускать несколько альбомов в течение нескольких месяцев друг за другом, зарекомендовав себя как плодовитый композитор и музыкант. В 2007 году альбом An Epiphanic Vomiting of Blood был выпущен лейблом Burning World Records и получил положительные отзывы от критиков.
L'arrivée de la terne mort triomphante был выпущен в 2010 году, и в нём де Йонг применил более мрачные эмбиентные и оркестровые элементы. Музыка на альбоме концептуальна и более спланирована, чем на предыдущих альбомах. Альбом 2010 года Per Flagellum Sanguemque, Tenebras Veneramus вернулся к более агрессивному звучанию, одновременно уйдя от дисторшна и сохранив плотную оркестровку предыдущего альбома. Де Йонг признался, что альбом ему понравился больше всех предыдущих работ, отметив, что успеху альбома способствовали более высокие производственные показатели. В январе 2015 года был выпущен сборник Collected Atrocities 2005—2008, включающий недоступные в цифровом формате альбомы и ранее не издававшиеся треки.
Проект анонсировал свой девятый полноформатный альбом Hymns for the Broken, Swollen and Silent на виниле, кассете и CD, который вышел 9 декабря 2016 года на Consouling Sounds, Tartarus Records и Crucial Blast соответственно.

## Дискография
- Spit at Me and Wreak Havoc on My Flesh (2006)
- Reeking Pained and Shuddering (2007)
- An Epiphanic Vomiting of Blood (2007)
- All the Dread Magnificence of Perversity (2009)
- L'arrivée de la terne mort triomphante (2010)
- Per Flagellum Sanguemque, Tenebras Veneramus (2011)
- Eschatological Scatology (2012)
- Abyss of Longing Throats (2015)
- Hymns for the Broken, Swollen and Silent (2016)
- Genocidal Majesty (2018)
- Kapmeswonden en haatliederen (2018)
- An Eternity of Suffering, an Eternity of Pain (2019)
- I Speak the Truth, Yet with Every Word Uttered, Thousands Die (2020)
- The Cessation of Suffering (2023)